# Crowsoniellidae
Famille
Crowsoniellidae est une famille d'insectes de l'ordre des coléoptères.

## Liste des genres
Selon ITIS (27 août 2014) :
- genre Crowsoniella Pace, 1975

## Classification
Kirejtshuk, Nel & Collomb estiment, en 2010, que cette famille appartient au sous-ordre des Polyphaga.